# Vertegenwoordiging van de Vlaamse Regering in Madrid
De Vlaamse Vertegenwoordiging in Madrid is het permanente communicatiekanaal van het Vlaams Gewest met Spanje. Zij werd plechtig geïnstalleerd in 2009 door Kris Peeters, minister-president van Vlaanderen.

## Doelstellingen
De voornaamste objectieven die de Vlaamse Vertegenwoordiging nastreeft, zijn in eerste instantie Vlaanderen bekend te maken in Spanje als deelstaat van het federale België en de grote mate van autonomie van deze regio te beklemtonen. Een andere opdracht is met Spanje als bruggenhoofd, de relatie van Vlaanderen met de landen van Latijns-Amerika uit te bouwen.

## Locatie
De Vlaamse Vertegenwoordiging in Spanje aan de Calle Antonio Maura 7, in Madrid. Op hetzelfde adres is Flanders Investment & Trade/Madrid gevestigd. Deze organisatie heeft ook een vestiging in Barcelona.